# Philippe Dintrans
Pas d'image ? Cliquez ici

a Compétitions nationales et continentales officielles uniquement.

b Matchs officiels uniquement.
Philippe Dintrans, né le 29 janvier 1957 à Tarbes (Hautes-Pyrénées), est un joueur International français de rugby à XV. Il occupe le poste de talonneur.
Il joue à 50 reprises avec l'équipe de France entre 1979 et 1990, il est également capitaine de cette équipe à douze reprises. En club, il joue avec le Stadoceste tarbais, disputant une finale du championnat de France en 1988.

## Carrière
Il est pour toujours associé au Stadoceste tarbais qu'il rejoignit rapidement puisqu’il y est entré à l'école de rugby du club à l'âge de 10 ans.
Il y dispute son premier match en équipe première lors de la saison 1975-76 au stade Jules-Soulé contre la Section paloise à 18 ans.
Le 23 novembre 1983, il est invité pour la première fois avec les Barbarians français pour jouer contre l'Australie à Toulon. Les Baa-Baas s'inclinent 21 à 23.
Sa carrière connu un coup d'arrêt brutal en 1984-85, victime d'un mauvais placage et d'une hernie discale lors d'un match contre Nice qui le priva de terrain pendant presque un an.
Toutefois, après une opération réussie, il retrouva son meilleur niveau et le 22 octobre 1985, il joue de nouveau avec les Barbarians français contre le Japon à Cognac. Les Baa-Baas l'emportent 45 à 4. Le 11 novembre 1986, il est le capitaine des Barbarians français contre la Nouvelle-Zélande à La Rochelle. Les Baa-Baas s'inclinent 12 à 26.
Le 27 octobre 1990, il joue son 4e et dernier match avec les Barbarians français contre la Nouvelle-Zélande à Agen. Les Baa-Baas s'inclinent 13 à 23.
Il termine sa carrière après dix sept saisons en première division lors du quart-de-finale 1991 perdu contre Bègles-Bordeaux (il inscrit le premier essai de son équipe).
Il devient dès la saison suivante entraîneur du Stadoceste tarbais.
Il est surnommé « le Lorrain ».

## Statistiques

### Tournoi des Cinq Nations
| Édition           | Rang | Résultats France | Résultats Dintrans | Matchs Dintrans |
| ----------------- | ---- | ---------------- | ------------------ | --------------- |
| Cinq Nations 1980 | 4    | 1 v, 0 n, 3 d    | 1 v, 0 n, 2 d      | 3/4             |
| Cinq Nations 1981 | 1    | 4 v, 0 n, 0 d    | 4 v, 0 n, 0 d      | 4/4             |
| Cinq Nations 1982 | 4    | 1 v, 0 n, 3 d    | 1 v, 0 n, 3 d      | 4/4             |
| Cinq Nations 1983 | 1    | 3 v, 0 n, 1 d    | 2 v, 0 n, 0 d      | 2/4             |
| Cinq Nations 1984 | 2    | 3 v, 0 n, 1 d    | 3 v, 0 n, 1 d      | 4/4             |
| Cinq Nations 1985 | 2    | 2 v, 2 n, 0 d    | 2 v, 2 n, 0 d      | 4/4             |
| Cinq Nations 1989 | 1    | 3 v, 0 n, 1 d    | 2 v, 0 n, 1 d      | 3/4             |

Légende : v = victoire ; n = match nul ; d = défaite ; la ligne est en gras quand il y a Grand Chelem.

### Coupe du monde
| Édition                            | Rang      | Résultats France | Résultats Dintrans | Matchs Dintrans |
| ---------------------------------- | --------- | ---------------- | ------------------ | --------------- |
| Nouvelle-Zélande et Australie 1987 | Finaliste | 4 v, 1 n, 1 d    | 1 v, 0 n, 0 d      | 1/6             |

Légende : v = victoire ; n = match nul ; d = défaite.

## Palmarès
- Avec le Stadoceste tarbais
- Championnat de France de première division :
  - Vice-champion (1) : 1988

En sélection
- Coupe du monde :
  - Finaliste (1) :1987 contre la Nouvelle-Zélande.

## Carrière internationale
Philippe Dintrans dispute 50 matchs avec l'équipe de France, entre le 7 juillet 1979 à Christchurch contre la Nouvelle-Zélande et le 24 mai 1990 à Auch contre la Roumanie. Il inscrit douze points, trois essais. La France présente un bilan de 27 victoires, 20 défaites et trois nuls en sa présence.
Il dispute douze de ces 50 rencontres en tant que capitaine entre 1984 et 1990, présentant un bilan de six victoires, quatre défaites et deux nuls.
Dans le Tournoi des Cinq Nations, Philippe Dintrans fait partie de l'équipe qui réalise le Grand Chelem en 1981. Il remporte également l’édition 1983. Au total, il participe à sept éditions du Tournoi, en 1980, 1981, 1982, 1983, 1984, 1985 et 1989. Il joue 24 matchs et inscrit un essai.
Il participe également à la première édition de la coupe du monde, en 1987 où il dispute un match, contre la Roumanie.
Il fait partie du XV de France victorieux de l'équipe de Nouvelle-Zélande le 14 juillet 1979 à Auckland (24-19) sur la terre des 'All Blacks.

## Décorations
- Chevalier de la Légion d'honneur (décret du 18 avril 2014)[10]

## Vie privée
Sa fille Camille est mariée avec le joueur du Stade toulousain Jean Bouilhou. Son fils Jean a joué au Tarbes Pyrénées Rugby, et [Quand ?] au Stade Bagnérais[réf. nécessaire].

## Après carrière
Entraineur du Stadoceste tarbais[réf. nécessaire].
Il débute comme commercial chez Renault Bigorre pendant sa carrière de joueur puis est intégré au groupe EdenAuto. Il est promu directeur de Renault à Lourdes et ensuite muté, en janvier 2010, à la concession Toyota de Montauban (du groupe EdenAuto). En janvier 2013, il retrouve Tarbes en prenant le poste de directeur de la concession Renault, toujours du groupe EdenAuto.
En 2024, il est candidat pour intégrer le comité d'orientation politique de la Fédération française de rugby sur la liste menée par Didier Codorniou. La liste réunit seulement 32,78 % des voix, et Philippe Dintrans n'intègre pas le nouvel organe de direction de la FFR.